# Sycoscapter conocephalus
Sycoscapter conocephalus är en stekelart som beskrevs av Wiebes 1964. Sycoscapter conocephalus ingår i släktet Sycoscapter och familjen fikonsteklar.
Artens utbredningsområde är Papua Nya Guinea. Inga underarter finns listade i Catalogue of Life.